# Pistolet Mannlicher M1894
Mannlicher M1894 – pierwszy pistolet samopowtarzalny skonstruowany przez Ferdinanda Mannlichera.

## Opis
M1894 był bronią samopowtarzalną. Zasada działania oparta na wyrzucie lufy. Pistolet posiadał nieruchomy zamek połączony ze szkieletem. Po wystrzale lufa była wyrzucana do przodu. W czasie tego ruchu napinała sprężynę powrotną umieszczoną naokoło lufy. Jednocześnie następowała ekstrakcja łuski. Następnie lufa powracała w tylne położenie nasuwając się na nowy nabój i napinając kurek. Mechanizm uderzeniowy kurkowy, z kurkiem wewnętrznym.
M1894 był zasilany z jednorzędowego magazynka pudełkowego o pojemności pięciu naboi. Stały magazynek znajdował się w chwycie pistoletowym i był ładowany przy pomocy łódki.
Przyrządy celownicze mechaniczne, stałe (muszka i szczerbinka).